# Rio Capivari (Tibaji)
Der Rio Capivari ist ein etwa 104 km langer linker Nebenfluss des Rio Tibaji im Inneren des brasilianischen Bundesstaats Paraná.

## Geografie

### Lage
Das Einzugsgebiet des Rio Capivari befindet sich auf dem Segundo Planalto Paranaense (Zweite oder Ponta-Grossa-Hochebene von Paraná).

### Verlauf
Sein Quellgebiet liegt im Munizip Tibagi auf 903 m Meereshöhe in der Nähe der Bahnstrecke der Estrada de Ferro Central do Paraná von Apucarana nach Ponta Grossa zwischen Ortigueira und Ipiranga.
Der Fluss verläuft überwiegend in östlicher Richtung. Kurz nach seinem Ursprung erreicht er die Grenze zum Munizip Ipiranga, deren Verlauf er etwa 10 km folgt. Ab hier schwingt er in großem Bogen in Richtung Norden. Nach weiteren 25 km wendet er sich wieder nach Osten. Die Rodovia do Café (BR-376) überquert ihn nach nochmals 25 km auf 770 m Höhe und folgt seinem weiten Tal für 5 km, durch das er in weiten Schleifen mäandert. Nach der rechtsseitigen Mündung des Rio Água Parada verlässt die Rodovia do Café wieder sein Tal. Er folgt weiter der Richtung nach Osten. Etwa 5 km vor seiner Mündung kreuzt er die Rodovia Transbrasiliana (BR-153) auf ihrem Teilstück zwischen Ipiranga und Tibagi. Er fließt im Munizip Tibagi von links in den Rio Tibaji. Er mündet auf 727 m Höhe. Er ist etwa 104 km lang.

### Munizipien im Einzugsgebiet
Der Rio Capivari verläuft mit Ausnahme der ersten zehn Kilometer auf der Grenze zum Munizip Ipiranga vollständig innerhalb des Munizips Tibagi.

### Nebenflüsse
links:
- Arroio da Areia Branca
- Rio Preto
- Arroio Penha
- Arroio Passo das Pedras

rechts:
- Arroio Vasto Horizonte
- Arroio do Daniel
- Rio do Leão
- Rio Água Parada.